# Liza Minnelli/Diskografie
Diese Diskografie ist eine Übersicht über die musikalischen Werke der US-amerikanischen Sängerin Liza Minnelli. Den Quellenangaben und Schallplattenauszeichnungen zufolge hat sie bisher mehr als 1,3 Millionen Tonträger verkauft. Ihre erfolgreichsten Veröffentlichungen sind das Debütalbum Liza! Liza! und der Soundtrack Liza with a Z mit je über 500.000 verkauften Einheiten.

## Alben

### Studioalben
| Jahr | Titel Musiklabel                       | Höchstplatzierung, Gesamtwochen, AuszeichnungChartplatzierungen (Jahr, Titel, Musiklabel, Platzierungen, Wochen, Auszeichnungen, Anmerkungen) | Höchstplatzierung, Gesamtwochen, AuszeichnungChartplatzierungen (Jahr, Titel, Musiklabel, Platzierungen, Wochen, Auszeichnungen, Anmerkungen) | Höchstplatzierung, Gesamtwochen, AuszeichnungChartplatzierungen (Jahr, Titel, Musiklabel, Platzierungen, Wochen, Auszeichnungen, Anmerkungen) | Höchstplatzierung, Gesamtwochen, AuszeichnungChartplatzierungen (Jahr, Titel, Musiklabel, Platzierungen, Wochen, Auszeichnungen, Anmerkungen) | Anmerkungen                                                  |
| Jahr | Titel Musiklabel                       | DE | AT | UK | US | Anmerkungen                                                  |
| ---- | -------------------------------------- | --- | --- | --- | --- | ------------------------------------------------------------ |
| 1964 | Liza! Liza! Capitol Records (ST)       | — | — | — | US115 (8 Wo.)US | Erstveröffentlichung: 12. Oktober 1964 Verkäufe: + 500.000   |
| 1965 | It Amazes Me Capitol Records (ST)      | — | — | — | — | Erstveröffentlichung: 10. Mai 1965                           |
| 1966 | There Is a Time Capitol Records (ST)   | — | — | — | — | Erstveröffentlichung: 21. November 1966                      |
| 1968 | Liza Minnelli A&M Records (AML)        | — | — | — | — | Erstveröffentlichung: 9. Februar 1968                        |
| 1969 | Come Saturday Morning A&M Records (SP) | — | — | — | — | Erstveröffentlichung: 26. Januar 1969                        |
| 1970 | New Feelin’ A&M Records (SP)           | — | — | — | US158 (3 Wo.)US | Erstveröffentlichung: 19. Oktober 1970                       |
| 1973 | The Singer Columbia Records (CBS)      | — | — | UK45 (1 Wo.)UK | US38 (20 Wo.)US | Erstveröffentlichung: 1. März 1973                           |
| 1977 | Tropical Nights Columbia Records (CBS) | — | — | — | — | Erstveröffentlichung: 15. August 1977                        |
| 1989 | Results Epic Records (Sony)            | DE47 (11 Wo.)DE | — | UK6 Gold · (10 Wo.)UK | US128 (10 Wo.)US | Erstveröffentlichung: 12. September 1989 Verkäufe: + 150.000 |
| 1996 | Gently Angel Records (EMI)             | — | — | UK58 (2 Wo.)UK | US156 (1 Wo.)US | Erstveröffentlichung: 19. März 1996 Verkäufe: + 100.000      |
| 2010 | Confessions Decca Records (DMG)        | — | — | — | — | Erstveröffentlichung: 21. September 2010                     |

grau schraffiert: keine Chartdaten aus diesem Jahr verfügbar

### Livealben
| Jahr | Titel Musiklabel                                        | Höchstplatzierung, Gesamtwochen, AuszeichnungChartplatzierungen (Jahr, Titel, Musiklabel, Platzierungen, Wochen, Auszeichnungen, Anmerkungen) | Höchstplatzierung, Gesamtwochen, AuszeichnungChartplatzierungen (Jahr, Titel, Musiklabel, Platzierungen, Wochen, Auszeichnungen, Anmerkungen) | Höchstplatzierung, Gesamtwochen, AuszeichnungChartplatzierungen (Jahr, Titel, Musiklabel, Platzierungen, Wochen, Auszeichnungen, Anmerkungen) | Höchstplatzierung, Gesamtwochen, AuszeichnungChartplatzierungen (Jahr, Titel, Musiklabel, Platzierungen, Wochen, Auszeichnungen, Anmerkungen) | Anmerkungen                                              |
| Jahr | Titel Musiklabel                                        | DE | AT | UK | US | Anmerkungen                                              |
| ---- | ------------------------------------------------------- | --- | --- | --- | --- | -------------------------------------------------------- |
| 1965 | “Live” at the London Palladium Capitol Records (ST)     | — | — | — | — | Erstveröffentlichung: 25. Juli 1965 mit Judy Garland     |
| 1972 | Live at the Olympia in Paris A&M Records (SP)           | — | — | — | — | Erstveröffentlichung: 5. April 1972                      |
| 1974 | Live at the Winter Garden Columbia Records (CBS)        | — | — | — | US150 (4 Wo.)US | Erstveröffentlichung: 19. April 1974                     |
| 1981 | Live at Carnegie Hall RCA Victor (RCA)                  | — | — | — | — | Erstveröffentlichung: 23. August 1981                    |
| 1987 | At Carnegie Hall Telarc Records (Telarc)                | — | — | — | US156 (8 Wo.)US | Erstveröffentlichung: September 1987                     |
| 1992 | Live from Radio City Music Hall Columbia Records (Sony) | — | — | — | — | Erstveröffentlichung: 3. November 1992                   |
| 1995 | Paris – Palais des Congrès EMI Music (EMI)              | — | — | — | — | Erstveröffentlichung: 18. Juli 1995 mit Charles Aznavour |
| 2002 | Liza’s Back J Records (BMG)                             | — | — | — | — | Erstveröffentlichung: 29. Oktober 2002                   |
| 2009 | Liza’s at The Palace.... Hybrid Recordings (HY)         | — | — | — | — | Erstveröffentlichung: 3. Februar 2009                    |

grau schraffiert: keine Chartdaten aus diesem Jahr verfügbar

### Kompilationen
| Jahr | Titel Musiklabel | Höchstplatzierung, Gesamtwochen, AuszeichnungChartplatzierungen (Jahr, Titel, Musiklabel, Platzierungen, Wochen, Auszeichnungen, Anmerkungen) | Höchstplatzierung, Gesamtwochen, AuszeichnungChartplatzierungen (Jahr, Titel, Musiklabel, Platzierungen, Wochen, Auszeichnungen, Anmerkungen) | Höchstplatzierung, Gesamtwochen, AuszeichnungChartplatzierungen (Jahr, Titel, Musiklabel, Platzierungen, Wochen, Auszeichnungen, Anmerkungen) | Höchstplatzierung, Gesamtwochen, AuszeichnungChartplatzierungen (Jahr, Titel, Musiklabel, Platzierungen, Wochen, Auszeichnungen, Anmerkungen) | Anmerkungen                                 |
| Jahr | Titel Musiklabel | DE | AT | UK | US | Anmerkungen                                 |
| ---- | --- | --- | --- | --- | --- | ------------------------------------------- |
| 1970 | The Liza Minnelli Foursider auch bekannt als: A&M Gold Series, Master Series oder Millennium Edition A&M Records (SP) | — | — | — | — | Erstveröffentlichung: 1970                  |
| 1981 | The Liza Minnelli Collection Columbia Records (CBS)                                                                   | — | — | — | — | Erstveröffentlichung: 1981                  |
| 1995 | The Collection Spectrum Records (UMG)                                                                                 | — | — | — | — | Erstveröffentlichung: 1995                  |
| 1998 | It Was a Good Time: The Best of Judy Garland & Liza Minnelli Curb Records (MGM)                                       | — | — | — | — | Erstveröffentlichung: 1998 mit Judy Garland |
| 1999 | All that Jazz Sony Music (Sony)                                                                                       | — | — | — | — | Erstveröffentlichung: 1999                  |
| 2001 | The Capitol Years auch bekannt als: Essential EMI Music (EMI)                                                         | — | — | — | — | Erstveröffentlichung: 5. Juni 2001          |
| 2001 | Ultimate Collection Hip‐O Records (UMG)                                                                               | — | — | — | — | Erstveröffentlichung: 6. November 2001      |
| 2002 | Life Is a Cabaret! (The Very Best of Liza Minnelli) Columbia Records (Sony)                                           | — | — | UK77 (1 Wo.)UK | — | Erstveröffentlichung: 21. März 2002         |
| 2004 | When It Comes Down to It: 1968–1977 Raven Records (Raven)                                                             | — | — | — | — | Erstveröffentlichung: 17. Februar 2004      |
| 2004 | The Best of Liza Minnelli Columbia Records (Sony)                                                                     | — | — | — | — | Erstveröffentlichung: 14. September 2004    |
| 2005 | Say Liza Sony Music (Sony)                                                                                            | — | — | — | — | Erstveröffentlichung: 24. Mai 2005          |
| 2006 | The Complete Capitol Collection DRG Records (EMI)                                                                     | — | — | — | — | Erstveröffentlichung: 25. Juli 2006         |
| 2008 | The Complete A&M Recordings Collectors’ Choice Music (UMG)                                                            | — | — | — | — | Erstveröffentlichung: 25. November 2008     |
| 2009 | Finest – The Capitol Years Capitol Records (EMI)                                                                      | — | — | — | — | Erstveröffentlichung: 31. Juli 2009         |
| 2010 | Cabaret… and All That Jazz Salvo Records (Salvo)                                                                      | — | — | — | — | Erstveröffentlichung: 6. September 2010     |
| 2017 | The Best of Liza Minnelli Sony Music (Sony)                                                                           | — | — | — | — | Erstveröffentlichung: 25. September 2017    |

### Soundtracks
| Jahr | Titel Musiklabel                               | Höchstplatzierung, Gesamtwochen, AuszeichnungChartplatzierungen (Jahr, Titel, Musiklabel, Platzierungen, Wochen, Auszeichnungen, Anmerkungen) | Höchstplatzierung, Gesamtwochen, AuszeichnungChartplatzierungen (Jahr, Titel, Musiklabel, Platzierungen, Wochen, Auszeichnungen, Anmerkungen) | Höchstplatzierung, Gesamtwochen, AuszeichnungChartplatzierungen (Jahr, Titel, Musiklabel, Platzierungen, Wochen, Auszeichnungen, Anmerkungen) | Höchstplatzierung, Gesamtwochen, AuszeichnungChartplatzierungen (Jahr, Titel, Musiklabel, Platzierungen, Wochen, Auszeichnungen, Anmerkungen) | Anmerkungen                                                  |
| Jahr | Titel Musiklabel                               | DE | AT | UK | US | Anmerkungen                                                  |
| ---- | ---------------------------------------------- | --- | --- | --- | --- | ------------------------------------------------------------ |
| 1972 | Liza with a Z Columbia Records (CBS)           | — | — | UK9 (15 Wo.)UK | US19 Gold · (23 Wo.)US | Erstveröffentlichung: 10. September 1972 Verkäufe: + 500.000 |
| 1977 | New York, New York United Artists Records (UA) | — | — | — | US50 (14 Wo.)US | Erstveröffentlichung: 1977                                   |
| 1991 | Stepping Out Milan Records (Sepam)             | — | — | — | — | Erstveröffentlichung: 1991                                   |

### EPs
| Jahr | Titel Musiklabel                                     | Anmerkungen                          |
| ---- | ---------------------------------------------------- | ------------------------------------ |
| 1973 | Willkommen A&M Records (AE)                          | Erstveröffentlichung: 13. April 1973 |
| 1973 | La cantante Columbia Records (CBS)                   | Erstveröffentlichung: 1973           |
| 1973 | Oh, Babe, What Would You Say? Columbia Records (CBS) | Erstveröffentlichung: 1973           |

### Musicalalben
| Jahr | Titel Musiklabel                                               | Höchstplatzierung, Gesamtwochen, AuszeichnungChartplatzierungen (Jahr, Titel, Musiklabel, Platzierungen, Wochen, Auszeichnungen, Anmerkungen) | Höchstplatzierung, Gesamtwochen, AuszeichnungChartplatzierungen (Jahr, Titel, Musiklabel, Platzierungen, Wochen, Auszeichnungen, Anmerkungen) | Höchstplatzierung, Gesamtwochen, AuszeichnungChartplatzierungen (Jahr, Titel, Musiklabel, Platzierungen, Wochen, Auszeichnungen, Anmerkungen) | Höchstplatzierung, Gesamtwochen, AuszeichnungChartplatzierungen (Jahr, Titel, Musiklabel, Platzierungen, Wochen, Auszeichnungen, Anmerkungen) | Anmerkungen                                                             |
| Jahr | Titel Musiklabel                                               | DE | AT | UK | US | Anmerkungen                                                             |
| ---- | -------------------------------------------------------------- | --- | --- | --- | --- | ----------------------------------------------------------------------- |
| 1965 | The Dangerous Christmas Of Red Riding Hood ABC-Paramount (ABC) | — | — | — | — | Erstveröffentlichung: 1965 mit The Animals, Vic Damone & Cyril Ritchard |
| 1965 | Flora the Red Menace RCA Victor (RCA)                          | — | — | — | US111 (8 Wo.)US | Erstveröffentlichung: Mai 1965                                          |
| 1977 | The Act DRG Records (EMI)                                      | — | — | — | — | Erstveröffentlichung: 1977                                              |
| 1984 | The Rink RCA Records (RCA)                                     | — | — | — | — | Erstveröffentlichung: 1984 mit Chita Rivera                             |

grau schraffiert: keine Chartdaten aus diesem Jahr verfügbar

## Singles
| Jahr | Titel Album                                                                     | Höchstplatzierung, Gesamtwochen, AuszeichnungChartplatzierungen (Jahr, Titel, Album, Platzierungen, Wochen, Auszeichnungen, Anmerkungen) | Höchstplatzierung, Gesamtwochen, AuszeichnungChartplatzierungen (Jahr, Titel, Album, Platzierungen, Wochen, Auszeichnungen, Anmerkungen) | Höchstplatzierung, Gesamtwochen, AuszeichnungChartplatzierungen (Jahr, Titel, Album, Platzierungen, Wochen, Auszeichnungen, Anmerkungen) | Höchstplatzierung, Gesamtwochen, AuszeichnungChartplatzierungen (Jahr, Titel, Album, Platzierungen, Wochen, Auszeichnungen, Anmerkungen) | Anmerkungen                                                    |
| Jahr | Titel Album                                                                     | DE | AT | UK | US | Anmerkungen                                                    |
| ---- | ------------------------------------------------------------------------------- | --- | --- | --- | --- | -------------------------------------------------------------- |
| 1963 | You Are for Loving –                                                            | — | — | — | — | Erstveröffentlichung: 16. März 1963                            |
| 1963 | One Summer Love –                                                               | — | — | — | — | Erstveröffentlichung: 1. Juli 1963                             |
| 1963 | Day Dreaming –                                                                  | — | — | — | — | Erstveröffentlichung: 30. Dezember 1963                        |
| 1965 | Shouldn’t There Be Lightning It Amazes Me                                       | — | — | — | — | Erstveröffentlichung: 23. Januar 1965                          |
| 1965 | A Quiet Thing / All I Need –                                                    | — | — | — | — | Erstveröffentlichung: 12. April 1965                           |
| 1965 | Imprevu Finest – The Capitol Years                                              | — | — | — | — | Erstveröffentlichung: August 1965                              |
| 1965 | Hello, Liza! Hello, Mama! “Live” at the London Palladium                        | — | — | — | — | Erstveröffentlichung: 18. August 1965 mit Judy Garland         |
| 1966 | I Who Have Nothing / Middle of the Street There Is a Time                       | — | — | — | — | Erstveröffentlichung: 24. Oktober 1966                         |
| 1968 | Married / You’d Better Sit Down Kids Liza Minnelli                              | — | — | — | — | Erstveröffentlichung: 24. Februar 1968                         |
| 1969 | Frank Mills –                                                                   | — | — | — | — | Erstveröffentlichung: 31. Januar 1969                          |
| 1970 | Come Saturday Morning                                                           | — | — | — | — | Erstveröffentlichung: 29. Januar 1970 Original: The Sandpipers |
| 1970 | Love Story Come Saturday Morning                                                | — | — | — | — | Erstveröffentlichung: 13. Februar 1970                         |
| 1971 | (I Wonder Where My) Easy Rider’s Gone New Feelin’                               | — | — | — | — | Erstveröffentlichung: 11. Januar 1971                          |
| 1972 | Cabaret Willkommen                                                              | — | — | — | — | Erstveröffentlichung: 24. März 1972                            |
| 1972 | Keep a Happy Thought / That Feeling for Home Journey Back to Oz (O.S.T.)        | — | — | — | — | Erstveröffentlichung: 1972                                     |
| 1972 | Ring Them Bells Liza with a Z                                                   | — | — | — | — | Erstveröffentlichung: 2. Oktober 1972                          |
| 1972 | Mr. Emery Won’t Be Home / The Singer The Singer • Oh, Babe, What Would You Say? | — | — | — | — | Erstveröffentlichung: 20. November 1972                        |
| 1973 | Don’t Let Me Be Lonely Tonight The Singer                                       | — | — | — | — | Erstveröffentlichung: 20. April 1973                           |
| 1973 | Dancing in the Moonlight The Singer                                             | — | — | — | — | Erstveröffentlichung: 11. Mai 1973                             |
| 1973 | I Believe in Music The Singer • Oh, Babe, What Would You Say?                   | — | — | — | — | Erstveröffentlichung: 24. August 1973                          |
| 1974 | More Than I Like You –                                                          | — | — | — | — | Erstveröffentlichung: 9. Januar 1974                           |
| 1975 | All That Jazz The Singer (2017 Version)                                         | — | — | — | — | Erstveröffentlichung: 1975                                     |
| 1976 | Lucky Lady Abenteurer auf der Lucky Lady (O.S.T.)                               | — | — | — | — | Erstveröffentlichung: 1976                                     |
| 1977 | Theme from New York, New York New York, New York (O.S.T.)                       | — | — | — | — | Erstveröffentlichung: Juni 1977                                |
| 1977 | But the World Goes ’Round New York, New York (O.S.T.)                           | — | — | — | — | Erstveröffentlichung: November 1977                            |
| 1989 | Love Pains Results                                                              | DE31 (17 Wo.)DE | — | UK41 (3 Wo.)UK | — | Erstveröffentlichung: Februar 1989 Original: Yvonne Elliman    |
| 1989 | Losing My Mind Results                                                          | DE17 (21 Wo.)DE | AT19 (5 Wo.)AT | UK6 (7 Wo.)UK | — | Erstveröffentlichung: 31. Juli 1989                            |
| 1989 | Don’t Drop Bombs Results                                                        | — | — | UK46 (3 Wo.)UK | — | Erstveröffentlichung: 25. September 1989                       |
| 1989 | So Sorry, I Said Results                                                        | — | — | UK62 (2 Wo.)UK | — | Erstveröffentlichung: 13. November 1989                        |
| 1993 | The Day After That –                                                            | — | — | — | — | Erstveröffentlichung: 23. November 1993                        |
| 1996 | Does He Love You? Gently                                                        | — | — | — | — | Erstveröffentlichung: 1996 feat. Donna Summer                  |
| 2008 | Let’s Make a Date –                                                             | — | — | — | — | Erstveröffentlichung: 2008 mit Johnny Rodgers                  |
| 2013 | A Love Letter from the Times –                                                  | — | — | — | — | Erstveröffentlichung: 2. April 2013 mit Christian Borle        |

grau schraffiert: keine Chartdaten aus diesem Jahr verfügbar

## Videoalben und Musikvideos

### Videoalben
| Jahr | Titel Musiklabel                                        | Höchstplatzierung, Gesamtwochen, AuszeichnungChartplatzierungen (Jahr, Titel, Musiklabel, Platzierungen, Wochen, Auszeichnungen, Anmerkungen) | Höchstplatzierung, Gesamtwochen, AuszeichnungChartplatzierungen (Jahr, Titel, Musiklabel, Platzierungen, Wochen, Auszeichnungen, Anmerkungen) | Höchstplatzierung, Gesamtwochen, AuszeichnungChartplatzierungen (Jahr, Titel, Musiklabel, Platzierungen, Wochen, Auszeichnungen, Anmerkungen) | Höchstplatzierung, Gesamtwochen, AuszeichnungChartplatzierungen (Jahr, Titel, Musiklabel, Platzierungen, Wochen, Auszeichnungen, Anmerkungen) | Anmerkungen                                               |
| Jahr | Titel Musiklabel                                        | DE | AT | UK | US | Anmerkungen                                               |
| ---- | ------------------------------------------------------- | --- | --- | --- | --- | --------------------------------------------------------- |
| 1982 | An Evening with Liza Minnelli CBS FoxVideo (CBS)        | — | — | — | — | Erstveröffentlichung: 1982                                |
| 1990 | Visible Results Sony Music (Sony)                       | — | — | — | — | Erstveröffentlichung: 1990                                |
| 1992 | Live from Radio City Music Hall Columbia Records (Sony) | — | — | — | US— GoldUS | Erstveröffentlichung: 3. November 1992 Verkäufe: + 50.000 |
| 2006 | Liza with a Z Anchor Bay Entertainment (ABD)            | — | — | UK3 (6 Wo.)UK | — | Erstveröffentlichung: 4. April 2006                       |
| 2010 | Liza’s at The Palace.... Universal Music (UMG)          | — | — | — | — | Erstveröffentlichung: 2. Februar 2010                     |

### Musikvideos
| Jahr | Titel              | Regisseur(e)                |
| ---- | ------------------ | --------------------------- |
| 1989 | Losing My Mind     | Brian Grant                 |
| 1989 | Don’t Drop Bombs   | Brian Grant                 |
| 1990 | So Sorry, I Said   | Terence Donovan             |
| 1990 | Love Pains         |                             |
| 1993 | The Day After That | Kevyn Aucoin, Liza Minnelli |

## Sonderveröffentlichungen

### Alben
| Jahr | Titel Musiklabel                                             | Anmerkungen                                                            |
| ---- | ------------------------------------------------------------ | ---------------------------------------------------------------------- |
| 2000 | Minnelli on Minnelli: Live at the Palace Angel Records (EMI) | Erstveröffentlichung: 29. Februar 2000 Teil der „Broadway-Angel“-Reihe |

| Jahr | Titel Musiklabel                                                                                | Anmerkungen                                                               |
| ---- | ----------------------------------------------------------------------------------------------- | ------------------------------------------------------------------------- |
| 1982 | Liza Minnelli auch bekannt als: Cabaret – The Very Best of Liza Minnelli Memory Records (CBS)   | Erstveröffentlichung: 1982 Teil der „American-Superstars“-Reihe           |
| 1997 | A Touch of Class Disky Communications (Disky)                                                   | Erstveröffentlichung: 1997 Teil der „A-Touch-of-Class“-Reihe              |
| 2000 | 16 Biggest Hits Legacy Records (Sony)                                                           | Erstveröffentlichung: 18. Juli 2000 Teil der „16-Biggest-Hits“-Reihe      |
| 2001 | Simply the Best Columbia Records (Sony)                                                         | Erstveröffentlichung: 8. Januar 2001 Teil der „Simply the Best“-Reihe     |
| 2001 | 20th Century Masters: The Millennium Collection: Best of Liza Minnelli Interscope Records (UMG) | Erstveröffentlichung: 3. April 2001 Teil der „20th-Century-Masters“-Reihe |

### Lieder
| Jahr | Titel Album                                                                      | Anmerkungen                                                                                     |
| ---- | -------------------------------------------------------------------------------- | ----------------------------------------------------------------------------------------------- |
| 1973 | Man with the Golden Gun Muscle of Love                                           | Erstveröffentlichung: 20. November 1973 Begleitgesang bei Alice Cooper                          |
| 1973 | Teenage Lament ’74 Muscle of Love                                                | Erstveröffentlichung: 20. November 1973 Begleitgesang bei Alice Cooper                          |
| 1987 | Always / Remember / What’ll I Do Remember: Michael Feinstein Sings Irving Berlin | Erstveröffentlichung: 1987 Michael Feinstein feat. Liza Minnelli Original: Irving Berlin        |
| 1993 | I’ve Got the World on a String Duets                                             | Erstveröffentlichung: 25. Oktober 1993 Frank Sinatra feat. Liza Minnelli Original: Cab Calloway |
| 1996 | The Sound of Your Name Greatest Hits and More (50 Years d’amour)                 | Erstveröffentlichung: 28. Oktober 1996 Charles Aznavour feat. Liza Minnelli                     |
| 1996 | New York, New York For War Child                                                 | Erstveröffentlichung: 19. November 1996 Luciano Pavarotti feat. Liza Minnelli                   |
| 2006 | Mama The Black Parade                                                            | Erstveröffentlichung: 20. Oktober 2006 My Chemical Romance feat. Liza Minnelli                  |
| 2008 | Quiet Love Duos                                                                  | Erstveröffentlichung: 5. Dezember 2008 Charles Aznavour feat. Liza Minnelli                     |
| 2021 | Introduction Act 1                                                               | Erstveröffentlichung: 22. Januar 2021 Nicolas King feat. Liza Minnelli                          |

| Jahr | Titel Album                                                     | Anmerkungen                                                                    |
| ---- | --------------------------------------------------------------- | ------------------------------------------------------------------------------ |
| 1992 | We Are the Champions (Live) The Freddie Mercury Tribute Concert | Erstveröffentlichung: 23. November 1992 Original: Queen                        |
| 1999 | That Smile Grateful: The Songs of John Bucchino                 | Erstveröffentlichung: 14. Juni 1999 mit Billy Stritch; Original: John Bucchino |

| Jahr | Titel Soundtrack zu                                        | Anmerkungen                                                                              |
| ---- | ---------------------------------------------------------- | ---------------------------------------------------------------------------------------- |
| 1963 | Just a Little Joint with a Juke Box Best Foot Forward      | Erstveröffentlichung: 1963 mit Gene Castle, P. Charles & Don Slaton                      |
| 1963 | The Three B’s Best Foot Forward                            | Erstveröffentlichung: 1963 mit Kay Cole & Renée Winters                                  |
| 1963 | What Do You Think I Am? Best Foot Forward                  | Erstveröffentlichung: 1963 mit Kay Cole, Edmund Gaynes & Christopher Walken              |
| 1963 | You Are for Loving Best Foot Forward                       | Erstveröffentlichung: 1963                                                               |
| 1972 | Cabaret                                                    | Erstveröffentlichung: 1972                                                               |
| 1972 | Maybe This Time Cabaret                                    | Erstveröffentlichung: 1972                                                               |
| 1972 | Mein Herr Cabaret                                          | Erstveröffentlichung: 1972                                                               |
| 1972 | Money, Money Cabaret                                       | Erstveröffentlichung: 1972 mit Joel Grey                                                 |
| 1976 | Lucky Lady Abenteurer auf der Lucky Lady                   | Erstveröffentlichung: 1976                                                               |
| 1976 | Lucky Lady Montage Abenteurer auf der Lucky Lady           | Erstveröffentlichung: 1976                                                               |
| 1976 | While the Getting Is Good Abenteurer auf der Lucky Lady    | Erstveröffentlichung: 1976                                                               |
| 1980 | Far Away Land Journey Back to Oz                           | Erstveröffentlichung: 1980                                                               |
| 1980 | Keep a Happy Thought Journey Back to Oz                    | Erstveröffentlichung: 1980                                                               |
| 1980 | Return to Oz March Journey Back to Oz                      | Erstveröffentlichung: 1980                                                               |
| 1980 | That Feeling for Home Journey Back to Oz                   | Erstveröffentlichung: 1980                                                               |
| 2005 | Cabaret (Live) Miss Undercover 2 – Fabelhaft und bewaffnet | Erstveröffentlichung: 15. März 2005                                                      |
| 2007 | Maybe This Time Glück im Spiel                             | Erstveröffentlichung: 24. April 2007                                                     |
| 2010 | Ev’ry Time We Say Goodbye Sex and the City 2               | Erstveröffentlichung: 21. Mai 2010 mit Billy Stritch Original: The Benny Goodman Quintet |

## Promoveröffentlichungen
| Jahr | Titel Album                 | Anmerkungen                                               |
| ---- | --------------------------- | --------------------------------------------------------- |
| 1978 | Maybe This Time Liza! Liza! | Erstveröffentlichung: 1978 Teil der „Music-in-Gold“-Reihe |
| 1991 | Stepping Out –              | Erstveröffentlichung: 1991                                |

## Statistik

### Chartauswertung
|                     | DE    | AT    | UK    | US    |
| ------------------- | ----- | ----- | ----- | ----- |
| Nummer-eins-Alben   | DE—DE | AT—AT | UK—UK | US—US |
| Top-10-Alben        | DE—DE | AT—AT | UK2UK | US—US |
| Alben in den Charts | DE1DE | AT—AT | UK5UK | US9US |

|                       | DE    | AT    | UK    | US    |
| --------------------- | ----- | ----- | ----- | ----- |
| Nummer-eins-Singles   | DE—DE | AT—AT | UK—UK | US—US |
| Top-10-Singles        | DE—DE | AT—AT | UK1UK | US—US |
| Singles in den Charts | DE2DE | AT1AT | UK4UK | US—US |

|                          | DE    | AT    | UK    | US    |
| ------------------------ | ----- | ----- | ----- | ----- |
| Nummer-eins-Videoalben   | DE—DE | AT—AT | UK—UK | US—US |
| Top-10-Videoalben        | DE—DE | AT—AT | UK1UK | US—US |
| Videoalben in den Charts | DE—DE | AT—AT | UK1UK | US—US |

### Auszeichnungen für Musikverkäufe
| Goldene Schallplatte - Spanien - 1989: für das Album Results |

Anmerkung: Auszeichnungen in Ländern aus den Charttabellen bzw. Chartboxen sind in ebendiesen zu finden.
| Land/RegionAuszeichnungen für Musikverkäufe (Land/Region, Auszeichnungen, Verkäufe, Quellen) | Gold     | Platin | Verkäufe | Quellen                           |
| -------------------------------------------------------------------------------------------- | -------- | ------ | -------- | --------------------------------- |
| Spanien (Promusicae)                                                                         | Gold1    | —      | 50.000   | Sólo éxitos: año a año, 1959–2002 |
| Vereinigte Staaten (RIAA)                                                                    | 2× Gold2 | —      | 550.000  | riaa.com                          |
| Vereinigtes Königreich (BPI)                                                                 | Gold1    | —      | 100.000  | bpi.co.uk                         |
| Insgesamt                                                                                    | 4× Gold4 | —      |          |                                   |